# Smithville, Tennessee
Smithville är administrativ huvudort i DeKalb County i Tennessee. Vid 2020 års folkräkning hade Smithville 5 004 invånare.